# Мещеряковка (Аркадакский район)
Мещеряковка — село в Аркадакском районе, Саратовской области, России. Входит в состав Краснознаменского сельского поселения.

## Население
| 2002 | 2010 |
| ---- | ---- |
| 263  | ↘202 |

## Уличная сеть
В селе две улицы: ул. Новая и ул. Центральная.

## История
Выписка из «Списка населенных мест Российской империи по сведениям 1859 года»: Саратовская губерния, Балашовский уезд, стан 1: село Мещеряковка владельческая, при реке Малый Аркадак, число дворов − 136, жителей мужского пола — 542, женского пола − 548.
Население, составлявшее в 1912 году 3008 человек, к концу столетия сократилось более, чем в девять раз — в 2000 году в Мещеряковке проживали 325 человек.
В 1831 году в селе был построен Храм в честь Покрова Пресвятой Богородицы.
Из документа того времени: "Каменная церковь с каменной же колокольней была построена в селе Мещеряковка Балашовского уезда Саратовской губернии в 1831 году тщанием прихожан. В штате причта состояли священник и два псаломщика; священник и один из псаломщиков проживали в церковных домах, второй псаломщик — в общественном. В приходе были земские школы в самом селе и в приписной деревне Сергиевке".
8 марта 1930 года по постановлению президиума Краевого Исполкома Советов РКиК депутатов договор с обществом верующих с. Мещеряковки был расторгнут, церковь ликвидирована, её здание «приспособлено под культурно-просветительные нужды».
Приказом Министерства культуры Саратовской области от 19 июня 2001 г. № 1-10/177 «Об утверждении списка вновь выявленных объектов историко-культурного наследия, расположенных на территории Саратовской области», здание церкви внесено в список выявленных памятников историко-культурного наследия области.

## Известные уроженцы
- Лисицкий Анатолий Васильевич - чемпион мира по плаванию в категории Masters 2017.